# 乙内酰脲
乙内酰脲，也称海因（Hydantoin），学名咪唑啉啶-2,4-二酮，是一个五元含氮饱和杂环化合物。它可以看作一分子乙醇酸和一分子尿素发生两次缩合后生成的产物。是咪唑的衍生物，属于双内酰胺和酰亚胺类。是一些药物的核心结构。

## 性质
从甲醇中结晶出来的乙内酰脲为无色针状结晶，从水中结晶出的乙内酰脲为无色片状结晶。存在于甜菜汁中，有微弱的甜味，可溶于甲醇、乙醇、乙酸和碱性水溶液，微溶于水和乙醚。用酸或碱水解，则开环。与热的稀盐酸反应时，甘氨酸是产物之一。具微酸性，烷基化和乙酰化反应分别发生在3位及1位。

## 制取
乙内酰脲由阿道夫·冯·拜尔于1861年研究尿酸时首先分离出来。由于是通过用氢碘酸在加热时还原尿酸的一级代谢产物尿囊素（Allantoin）而得到的，因此他将这个产物命名为海因（Hydantoin），意为氢化尿囊素。分离出的海因为白色的结晶粉末。
乙内酰脲的制取方法有很多种。

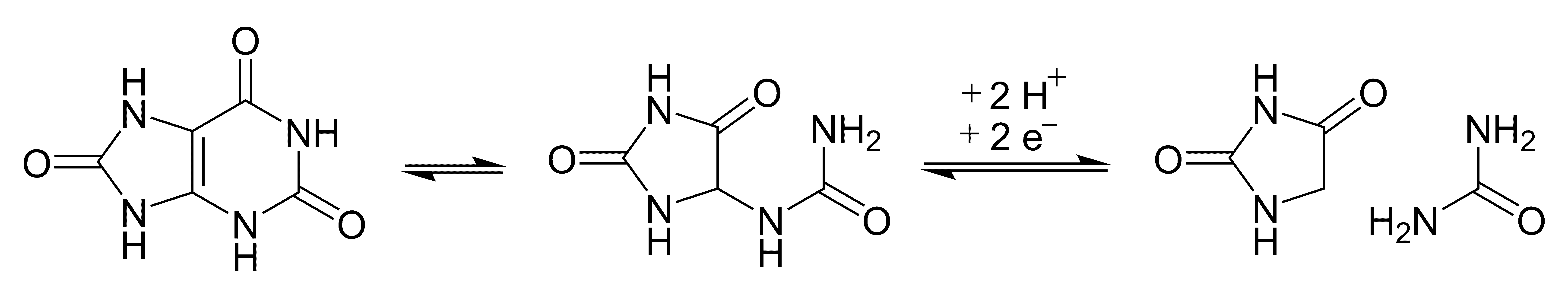
尿酸 → 尿囊素 → 海因

1. Urech在1873年通过用丙氨酸的硫酸盐与氰酸钾进行缩合反应，得到了5-甲基乙内酰脲。这个ciaovghefs方法称为Urech乙内酰脲合成。也可以用氨基乙酸或氨基乙酸乙酯代替丙氨酸。[2]
2. 丙酮氰醇与碳酸铵反应可得5,5-二甲基乙内酰脲。[3]这个方法称为Bucherer-Bergs反应。[4][5]
3. 以甲醛、氨、氢氰酸为原料，进行溶液反应，再与二氧化碳反应而得。
4. 由乙醇酸和尿素缩合而得。
5. 由溴乙酰尿素与氨的醇溶液在加热时反应而得。[6]

用于多肽N-端氨基酸测序的Edman降解中，异硫氰酸苯酯与N-端氨基酸反应后重排，得到一个苯乙内酰硫脲的衍生物。通过分析该苯乙内酰硫脲衍生物，即可鉴定出多肽的N-端氨基酸。

## 用途
用于制取乙内酰脲的衍生物，如呋喃烯定，肌松剂丹曲林钠，抗生素呋喃妥因，以及抗惊厥药物乙苯妥英、苯妥英钠、美芬妥英和磷苯妥英钠等。妥英／妥因二字是对英文中乙内酰脲类物质名称的词尾-toin的音译。
氮上的氢原子被氯和溴原子取代的乙内酰脲，例如二氯二甲基乙内酰脲（DCDMH）、氯溴二甲基乙内酰脲（BCDMH）和二溴二甲基乙内酰脲（DBDMH），与水作用时能释放出次氯酸和次溴酸，是一类新型高效的防腐杀菌剂，用于水体的消毒，对细菌、真菌、藻类具有广谱的杀灭作用。
在碱性溶液中，乙内酰脲的5-位碳发生去质子化，生成的碳负离子可与醛类发生羟醛缩合生成不饱和酰胺，经还原、水解可得2-氨基酸。
古DNA中的嘧啶碱基，如胸腺嘧啶和胞嘧啶，在生物死亡后会逐渐被氧化形成环状饱和结构，如5-羟基-5-甲基乙内酰脲、5-羟基乙内酰脲（胸腺嘧啶的降解产物）以及较少的5-羟基尿嘧啶和5,6-二羟基尿嘧啶，它们又可以进一步被氧化分解形成短片段。这些产物改变了DNA的基本组成，会影响对古DNA进行的聚合酶连锁反应(PCR)分析。
芳族聚海因（聚乙内酰脲）是主链中含有乙内酰脲重复单元的芳杂环高分子聚合物，用于电绝缘漆和电绝缘薄膜等。